# Икараима
Икараима (порт. Icaraíma) — муниципалитет в Бразилии, входит в штат Парана. Составная часть мезорегиона Северо-запад штата Парана. Входит в экономико-статистический микрорегион Умуарама. Население составляет 8627 человек на 2006 год. Занимает площадь 675,241 км². Плотность населения — 12,8 чел./км².
Праздник города — 25 июля.

## Статистика
- Валовой внутренний продукт на 2003 год составляет 65 690 821,00 реалов (данные: Бразильский институт географии и статистики).
- Валовой внутренний продукт на душу населения на 2003 год составляет 7079,52 реалов (данные: Бразильский институт географии и статистики).
- Индекс развития человеческого потенциала на 2000 год составляет 0,741 (данные: Программа развития ООН).